# 열차
열차(列車, 문화어: 렬차, 영어: Train) 또는 기차(汽車)는 선로 위를 달리는 한 대 이상의 열차들이 서로 일렬로 연결되어 있는 차량을 일컫는다. 가장 긴 이동수단이다. 열차는 일반적으로 기관차나 철도 차량(간단히 "엔진"이라고도 함)에 의해 끌거나 밀지만, 일부는 여러 장치와 같이 자체 추진된다. 승객과 화물은 마차라고도 알려진 철도 차량으로 운반된다. 열차는 특정 게이지 또는 레일 사이의 거리에 맞게 설계되었다. 대부분의 열차는 강철 바퀴가 달린 강철 선로에서 운행되며, 마찰이 적어 다른 형태의 운송 수단보다 효율적이다.
열차는 철로를 사용하고 말이나 케이블로 끄는 마차에 뿌리를 두고 있다. 1802년 영국에서 증기기관차가 발명된 후, 열차는 전 세계로 빠르게 확산되어 화물과 승객이 이전보다 더 빠르고 저렴하게 육상으로 이동할 수 있게 되었다. 고속 대중교통과 트램은 도시 안팎에서 많은 사람들을 수송하기 위해 1800년대 후반에 처음 건설되었다. 1920년대부터 제2차 세계대전 이후 가속이 붙기 시작하면서 디젤 기관차와 전기 기관차가 증기 기관을 대체하게 되었다. 더 빠른 비행기뿐만 아니라 더 큰 이동성을 제공하는 자동차, 트럭 및 광범위한 고속도로 네트워크가 개발됨에 따라 열차의 중요성과 시장 점유율이 감소하고 많은 철도 노선이 버려졌다. 버스의 확산으로 인해 이 기간에도 많은 고속 대중교통과 트램 시스템이 폐쇄되었다.
1970년대부터 정부, 환경보호론자, 열차 옹호론자들은 다른 육상 교통 수단에 비해 연료 효율이 높고 온실가스 배출이 낮다는 이유로 열차 사용 증가를 장려해 왔다. 1960년대에 처음 건설된 고속철도는 단거리 및 중거리에서 자동차, 비행기와 경쟁할 수 있는 경쟁력이 입증되었다. 통근철도는 21세기 경전철과 마찬가지로 혼잡한 고속도로의 대안이자 발전 촉진 수단으로 1970년대부터 그 중요성이 커졌다. 화물 열차는 석탄, 곡물과 같은 대량 상품의 운송에 중요할 뿐만 아니라 화물 트럭의 도로 교통 혼잡을 줄이는 수단이기도 하다.
기존 열차는 두 개의 레일이 있는 상대적으로 평평한 선로에서 운행하는 반면, 운행 모드가 크게 다른 특수 열차도 많이 있다. 모노레일은 단일 레일에서 작동하는 반면, 푸니쿨라와 랙 레일은 가파른 경사면을 횡단하도록 독특하게 설계되었다. 자기 부상을 이용해 유도로 위로 떠다니는 고속 자기부상열차와 같은 실험 열차는 2020년대에 개발 중이며 가장 빠른 기존 열차보다 더 빠른 속도를 제공한다. 천연가스, 수소 등 대체 연료를 사용하는 열차는 또 다른 21세기 발전이다.

## 정의

### 일반적인 정의
열차는 철도의 탄생과 함께 나타났기 때문에, 열차를 ‘철도에서 사람이나 물자의 수송을 위하여 궤도 위를 달리는 차’로 정의할 수 있다. 현대에는 꼭 철로를 달리지 않아도 하나 이상의 차가 서로 연결된 차(예: 로드트레인-철도시설이 미비한 호주 등지에서 육상 대량수송을 위하여 만들어진 차)를 볼 수 있으나, 대개는 철로 위를 달리는 차만을 열차로 본다. 본래 증기(蒸氣)동력을 사용하는 차라는 뜻에서 유래한 기차(汽車)라는 말을 열차의 의미로 썼는데, 오늘날에는 기차라는 말도 기관차에 여객차나 화물차를 연결하여 궤도 위를 운행하는 차량이라는 일반적인 의미로 확대되어 널리 쓰인다.
객차,화차를 견인하고 궤도를 달리는 열차나 그 기관차를 가리킨다.

### 철도 운영에서의 정의
철도 운영에서 열차는, 철도의 본선을 운행하기 위하여 편성되어 열차번호를 부여받은 철도 차량을
말한다. (도시철도운전규칙 제3조의 3) 편성된 철도차량이란, 차량 특성 및 선로구간의 시설상태 등을 고려하여 안전운전에 지장이 없는 상태로서, 동력차가 연결되어 있고 각 차량의 연결상태가 완전하며, 공기제동 및 관통제동 등 차량의 제동기능이 완전한 상태를 말한다. 준비가 완료된 차량은 철도운영자에게 열차번호를 부여받고 본선을 운행할 수 있다. 1량으로 구성된(대개 기관차나 기동차 단독) 다시말해 독립적인 동력운전이 가능한 철도차량은 열차로 본다.

## 역사
열차의 역사는 철도의 역사와 같이한다고 해도 무방하다. 그 이유는 철도가 탄생하면서 열차의 개념이 같이 탄생하였기 때문이다. 그러나 궤도로써의 철도는 열차의 개념이 탄생하기 이전부터 존재했으므로 이 경우에는 철도의 역사를 열차의 역사와 항상 결부짓는 것은 좋지 않다. 열차의 역사는 증기기관차 시대, 디젤기관차 시대, 전기기관차 시대로 나눌 수 있다.
열차는 1802년 영국의 트레이비식이 증기기관차를 발명함으로써 시작되었다. 그 뒤로 전 세계에 철도가 전 세계에 널리 퍼지기 시작하자 열차도 발전하기 시작하였다. 이후 증기기관차는 성능이 더 개선되어 시속 100 km 이상으로 달리게 된다. 초기의 증기기관차가 시속 10km안팎의 속도로 달렸던 점을 감안하면, 이는 꽤 커다란 발전인 것이다. 이후 철도는 디젤열차의 시대를 맞이하게 되나, 그 이후로도 외국에서는 증기기관차는 쓰이고 있다.
1892년에 루돌프 디젤 박사가 디젤기관을 발명하자 디젤동력 기관차가 발명되었고, 기존에 증기기관차가 가지고 있던 한계를 극복함으로써 더 빠르고 효율적이며 더 힘이 좋은 열차의 탄생을 가능케 했다. 이로 인해 열차는 디젤기관차 시대를 맞게 되었고, 증기기관차는 역사의 저편으로 저물어 가는 계기가 되었다. 디젤기관차는 2차 세계대전 이후 많이 쓰이기 시작하였다. 이 디젤기관차는 오늘날에도 많은 나라에서 쓰이고 있다. 특히 전철화가 비효율적인 나라나 지역에서는 디젤기관차는 인기를 얻고 있다.또 디젤기관차는 전차선이 없어도 운행 가능하다.
디젤기관차가 발명된 때와 비슷한 즈음에, 전기열차도 같이 연구되고 발명되었다. 전기기관차는 1837년 로퍼트 데이비슨이 전지로 움직이는 열차를 개발하면서 시작되었다. 그러나 전지로 열차를 움직이기에는 한계가 있었으므로 그다지 큰 주목을 받지 못했다. 첫 번째 전기철도노선은 1895년에 건설된 볼티모어&오하이오 철도의 볼티모어 벨트 선으로, 전철화하여 열차를 움직인 최초의 노선이다. 초기에 전기기관차는 지하철도, 도시철도에서 많이 쓰였다. 그리고 1960년대 이후에는 디젤기관차 보다 많이 쓰이게 되었다. 특히 전기기관차는 다른 기관차보다 에너지효율이 월등히 높을 뿐 아니라 그 견인력에 있어서도 독보적인 효율을 보여주고 있는데다가, 에너지 사용의 유연성이 확보되므로 전기열차시대의 도래는 철도선진국으로서의 기본조건이 되었다. 전기기관차는 나날이 혁신하여 현재 고속열차의 토대가 되었다.

### 대한민국
한국은 1899년 9월 18일 경인선 철도가 개통되면서, 열차가 들어오게 되었다. 국내최초의 철도는 미국 브록스 사에서 제작한 모가7형 증기기관차였고, 경부선 개통 이후 증기기관차가 많이 들어오게 되었다. 1920년대에는 용산 공작창 등이 조성되며 그 일대에서 증기기관차를 제작하기에 이르러, 그야말로 증기기관차의 전성기가 되었다. 그러나 1967년에 들어서면서 철도청의 철도 디젤화 계획에 따라 증기기관차는 국내에서 운행을 종료했다.
대한민국에 처음으로 디젤기관차가 들어오게 된 것은, 1951년으로 유엔군에 의해 50여대 정도가 운행되었으며 주로 군사장비를 수송하기 위해 쓰이게 되었다. 유엔군이 철수한 이후에도 디젤기관차 4대는 대한민국에 남아 국내에서 운용되었다. 그러나 본격적인 의미에서의 디젤기관차 운용은 1956년 3월 15일에 충북 제천읍에 부산공작창 기관차공장 제천분공장이 창설되면서 시작되었다. 이후 1978년에 현대차량(주)에서 미국 EMD사와 제작에 관한 라이선스를 획득함에 따라 우리나라도 디젤기관차를 만들게 되면서, 대한민국도 차후 디젤기관 철도동력의 현대화와 국산화를 이뤄내었다.
국내 전기철도는 1972년에 SNCF(프랑스 국유철도)
의 BB15000 기반 8000호대 전기기관차가 도입되고 1970년대에 중앙선, 태백선, 영동선의 전철화가 차례로 완료되면서 시작되었다고 볼 수 있다. 물론, 1924년에 개통한 금강산전기철도 역시 직류 1500V의 전기철도이긴 하나 당시 금강산전기철도의 사업자인 경성전기주식회사는 사실상 금강산전기철도를 본업이 아닌 부대사업의 성격으로 운영하였기 때문에 국내에서 본격적인 의미의 전기철도는 1972년에서야 시작되었다. 국내 전기철도의 개통은, 대한민국에 전기열차시대 도래의 신호탄이자, 70~80년대 산업철도의 수송량 증강과 당시로선 미래 한국철도의 고속화, 첨단화의 시발점이라고 봐도 무방하다. 2006년 대한민국 철도의 전철화율은 도시철도구간을 포함하여 2572.4km이다.
우리나라는 2004년 4월 1일 세계 4번째로 고속철도가 개통, 고속 열차 KTX가 도입되면서 지금은 폐지된 경부고속전철건설촉진법과 일본의 신칸센건설규칙에서 정하는 의미에 부합하는 고속 철도의 시대가 도래하였다. 2010년에는 핵심부품을 제외한 순수 국산 기술로 제작된 국산화 90%대의 KTX-산천이 운행되고 있다.
2016년 12월을 기하여 수서발 고속철도 SRT가 일부 구간을 제외하고 KTX와 노선을 공유하며 운행중이다.

## 종류
열차는 속도, 목적, 사용 차량 등에 따라서 다양한 종류로 나눌 수 있다. 또한, 철도 영업상의 종별에 따라서도 구분이 가능하나, 이는 국가, 시대, 철도회사 마다 다양한 구분 방식들이 존재한다.

### 속도에 따른 구분
열차의 속도는 구분에 있어 기준이 된다. 큰 구분으로 200km/h를 기준하여 고속 열차와 일반 열차로 구분한다.

### 목적에 따른 구분
열차를 사용하는 목적에 따라서 구분하기도 한다.
본선을 운행하는 열차의 등급은 고속여객 열차, 특급여객열차, 급행여객열차, 보통여객열차, 소화물열차, 급행화물열차, 화물열 차, 공사열차, 회송열차, 단행열차, 시험운전열차 등으로 구분한다.

#### 여객열차
- 여객열차 : 여객을 중점으로 나르는 경우

고속여객열차는 여객을 200km/h 이상의 속도로 나르는 경우
특급여객열차는 국내기준으로 한국철도공사의 ITX-청춘 열차이다.
급행여객열차는 여객을 나르되 더 적은 역을 정차할 경우
보통여객열차는 노선상 여객을 취급하는 모든 역에 정차하는 경우

#### 화물열차
- 화물열차 : 여객을 수송하지 않고 화물만을 수송하는 열차를 이르는 경우

소화물열차는 작은 화물을 유개화차에 수송하는 화물열차인 경우
급행화물열차는 화물운송세칙상 특갑으로 운행하는 화물열차인 경우.
화물열차는 화물만 수송하는 열차인 경우
- 혼합열차 : 회송을 목적으로 여객이 승차하는 객차와 화물용 화차를 동시에 연결하여 운행하는 열차의 경우.

#### 공사열차
- 공사열차 : 보선 등을 위해 편성하는 열차

#### 시운전열차
- 시운전열차 : 본선에서 운행할 목적으로 새로 도입한 열차나 정기적인 검수후 열차를 시운전하는 경우

#### 회송열차
- 회송열차 : 여객이나 화물을 아무것도 나르지 않고 회송하는 경우, 기지에 입고하거나 인상선에 인상하는 열차의 경우

#### 단행열차
- 단행열차 : 기관차 밖에 없는 동력이 있는 기관차 등의 열차의 경우

### 사용 차량에 따른 구분
어떤 방식의 차량을 사용하느냐에 따라서 구분하기도 한다.
- 기관차 견인 열차
- 푸시풀(Push-pull, PP) 방식 열차 :편측 혹은 양측의 동력차가 밀고 당기는 식으로 운행하는 열차
- 동력분산식 열차

## 대한민국 열차의 등급
1. 고속여객열차 : KTX, KTX-산천, KTX-이음, SRT, KTX-청룡
2. 특급여객열차 : ITX-청춘
3. 급행여객열차 : ITX-새마을,무궁화호, 누리로, 급행전동열차
4. 보통여객열차 : 통근열차, 지하철
5. 완행여객열차 : 통일호, 비둘기호,일부 무궁화호
6. 화물열차 : 일반화물열차,급행화물열차
7. 공사열차
8. 회송열차
9. 단행열차
10. 시험운전열차

## 열차를 소재로 한 작품

### PC 및 콘솔 게임
- 레일로드 타이쿤 시리즈

BVE시뮬레이터
- himsim metro

### 영화
- 언스토퍼블
- 설국열차
- 부산행
- 튜브
- 라이터를 켜라
- 커뮤터
- 오리엔트 특급 살인

## 같이 보기
- 여객열차
- 화물열차
- 지하철
- 전철